# 니시야 가즈키
니시야 가즈키(일본어: 西谷 和希, 1993년 10월 5일 ~ )는 일본의 축구 선수이다.

## 구단 경력
그는 2016년부터 J리그의 도치기 SC, 도쿠시마 보르티스에서 뛰었다.